# Willa rodziny Fränkel
Willa rodziny Fränkel  – zabytkowa willa znajdująca się przy ul. Kościuszki 1A w Prudniku. Funkcjonuje w niej Prudnicki Ośrodek Kultury.

## Historia

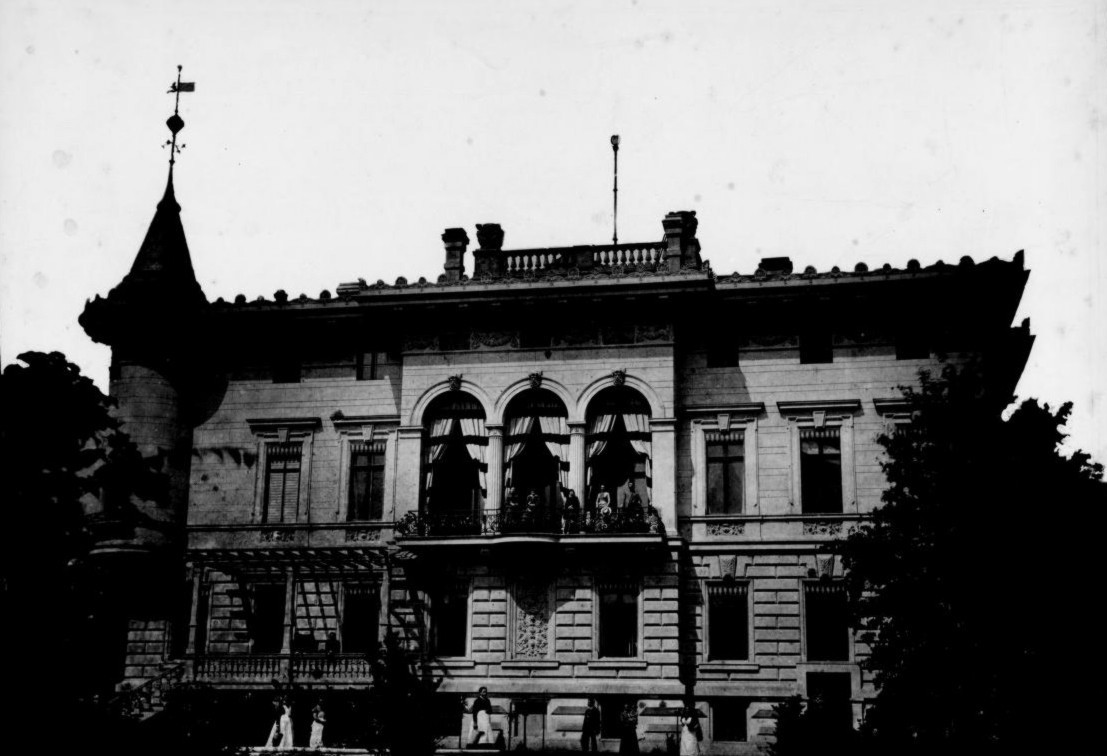
Willa od strony ogrodu w 1900. Na zdjęciu widoczni jej mieszkańcy.

Willa została wzniesiona w 1883 dla Hermanna Fränkla – syna Samuela, współudziałowca rodzinnej firmy włókienniczej S. Fränkel (późniejszy „Frotex”). Na początku XX wieku przeprowadzono pierwszą przebudowę obiektu. W latach 20. XX wieku w arkadach loggii dodano metalowe, angielskie okna.
Po II wojnie światowej i przejęciu Prudnika przez administrację polską, w willi mieściły się różne instytucje. Początkowo stanowiła siedzibę starosty powiatu prudnickiego, a następnie działało w niej przedszkole. W latach 50. i 60. XX wieku w willi odbywały się pobory do wojska.
Właścicielem willi zostały Zakłady Przemysłu Bawełnianego „Frotex”. Od tej pory nazywana była Domem Włókniarza. W sali reprezentacyjnyj urządzono kawiarnię, na drugim piętrze ulokowano Zakładową Izbę Tradycji i Perspektyw oraz Zakładowy Klub Techniki i Racjonalizacji, w urządzonej sali wykładowej prowadzono szkolenia. Na piętrze mieściła się świetlica dla dzieci pracowników zakładu. Swoją siedzibę w budynku miał także należący do „Frotexu” klub sportowy Pogoń Prudnik. Pozostałe pomieszczenia przeznaczono na działalność kulturalną.
W latach 60. i 70. XX wieku przeprowadzono kolejny remont budynku. Wymieniono część stropów na żelbetowe, a także zmieniono drewnianą więźbę dachową na żelbetową. Zdemontowano taras, schody i pergola od strony ogrodu, a także wykusz w kształcie wieży obronnej w południowo-zachodnim rogu willi. W latach 70. XX wieku kierownikiem Domu Włókniarza był Henryk Sobczak, a następnie Irena Trojnar. W budynku ulokowano Zakładowe Koło Kultury, zajmujące się organizacją imprez kulturalnych, np. spotkania z cyklu Dzień dobry, co słychać? Odbywały się tu także spotkania z popularnymi wówczas polskimi aktorami w ramach Dyskusyjnego Klubu Filmowego. Pierwszym gościem DKF-u był Jerzy Stuhr, który objął klub symbolicznym patronatem.
„Frotex” był właścicielem willi do 2006, kiedy obiekt za długi przejęła gmina Prudnik. Samorząd postanowił poddać willę generalnemu remontowi. Prace konserwatorskie i budowlane rozpoczęły się na początku 2010. Stwierdzono podczas nich obecność oryginalnych stuików, polichromii i złoceń na stropach, oryginalnych mazerunków pod warstwami przemalowań olejnych. Wyremontowany obiekt oddano do użytku 5 listopada 2011. Stanowi siedzibę Prudnickiego Ośrodka Kultury.
W 2012 willa została wyróżniona w ogólnopolskim konkursie „Zabytek Zadbany” organizowanym przez Narodowy Instytut Dziedzictwa w kategorii „Rewaloryzacja przestrzeni kulturowej i krajobrazu w tym założenia dworskie i pałacowe”. Od 2014 w ogrodzie willi corocznie w pierwszy weekend sierpnia odbywa się Międzynarodowy Festiwal Jazzowy. 19 października 2018 na terenie willi kręcone były sceny do filmu „Brigitte Bardot cudowna” w reżyserii Lecha Majewskiego. W 2023 willa wystąpiła w filmie W szachu. Ostatnia rozgrywka.

## Architektura

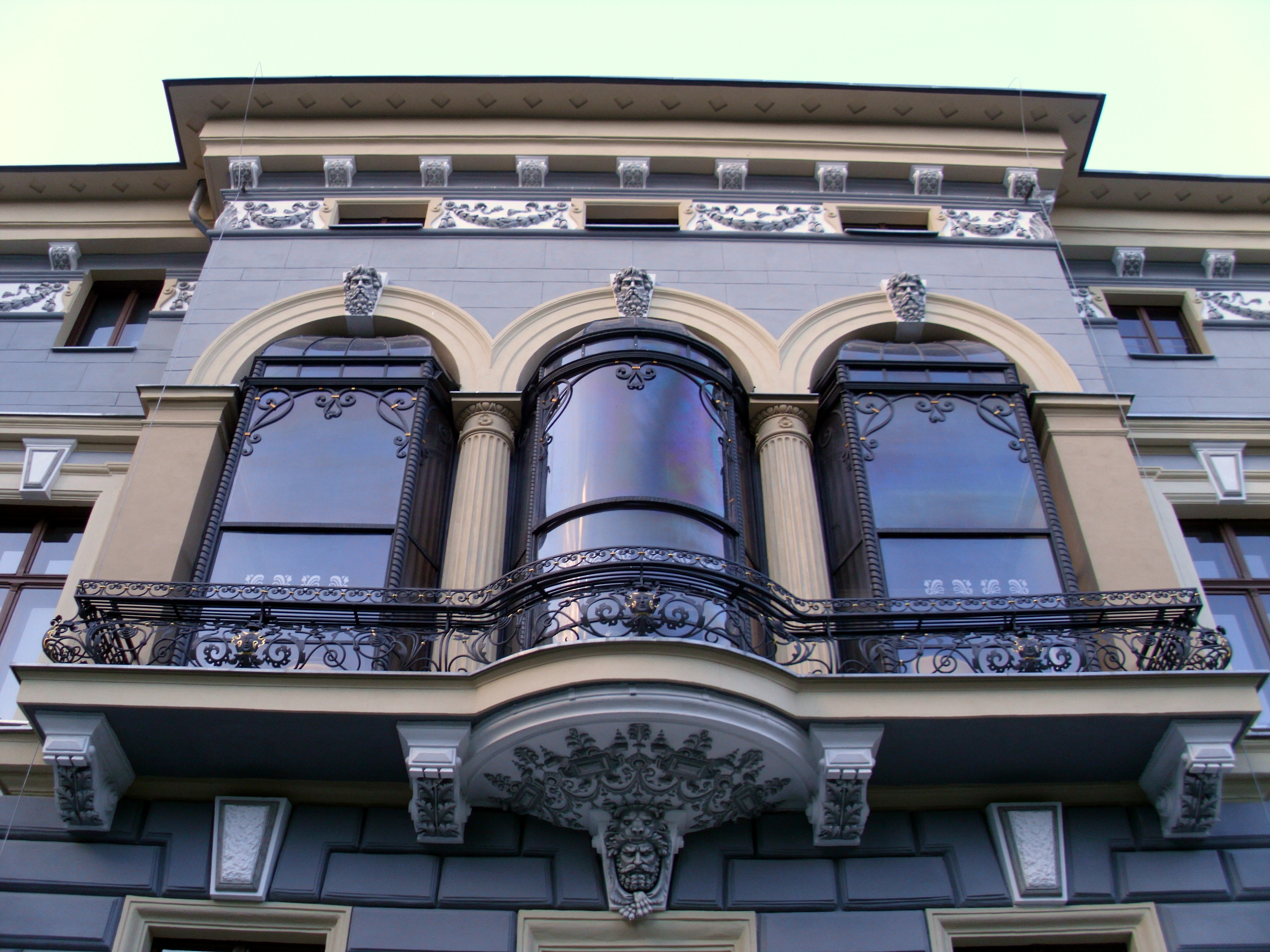
Okna z tyłu willi

Willa została wybudowana w stylu klasycystycznym. W budynku tym znajduje się wiele bogato zdobionych wnętrz. Jest to jedna z najkosztowniejszych XIX-wiecznych willi na terenie Polski.

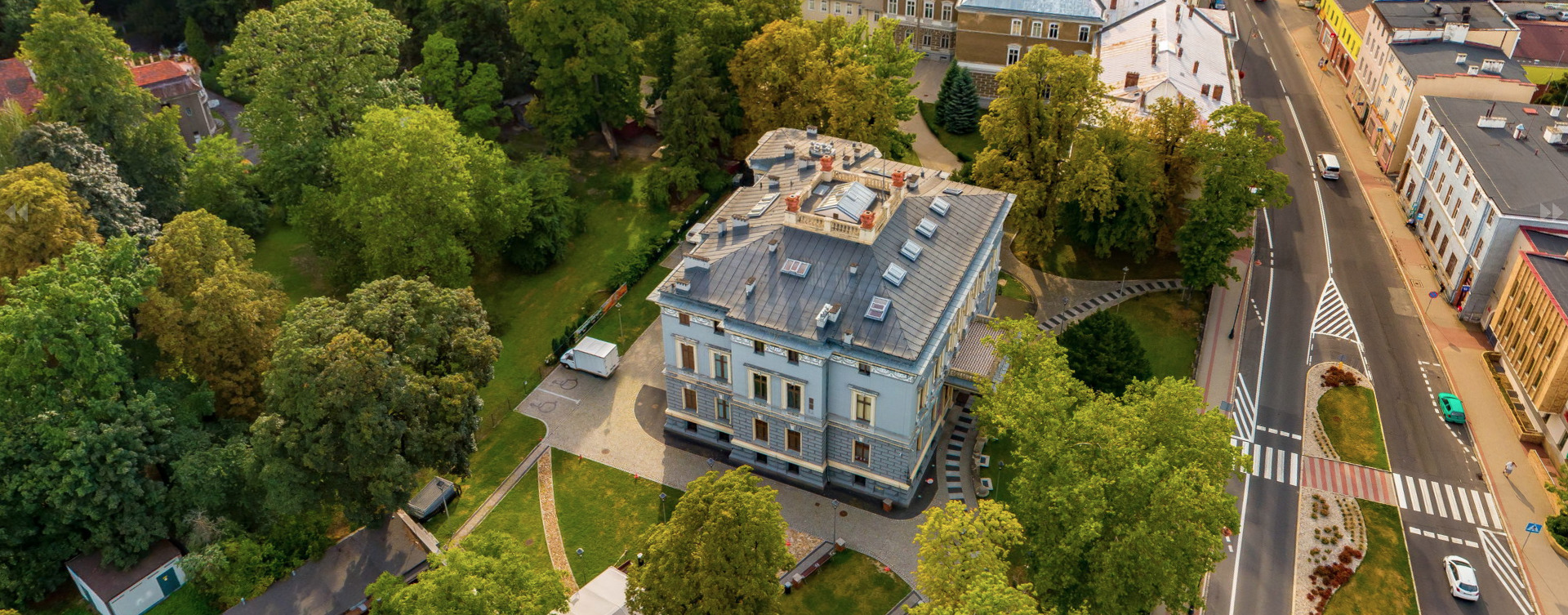
Willa od strony wschodniej

Prowadzi do niej półokrągły podjazd. Od południa znajduje się ogród. Powstała na planie prostokąta, z ryzalitami, ma cztery kondygnacje i przykryta jest czterospadowym dachem. Została wzniesiona z cegły. Jej elewacje są otynkowane, ozdobione boniowaniem i sztukateriami. W arkadach wstawione są okna angielskie.

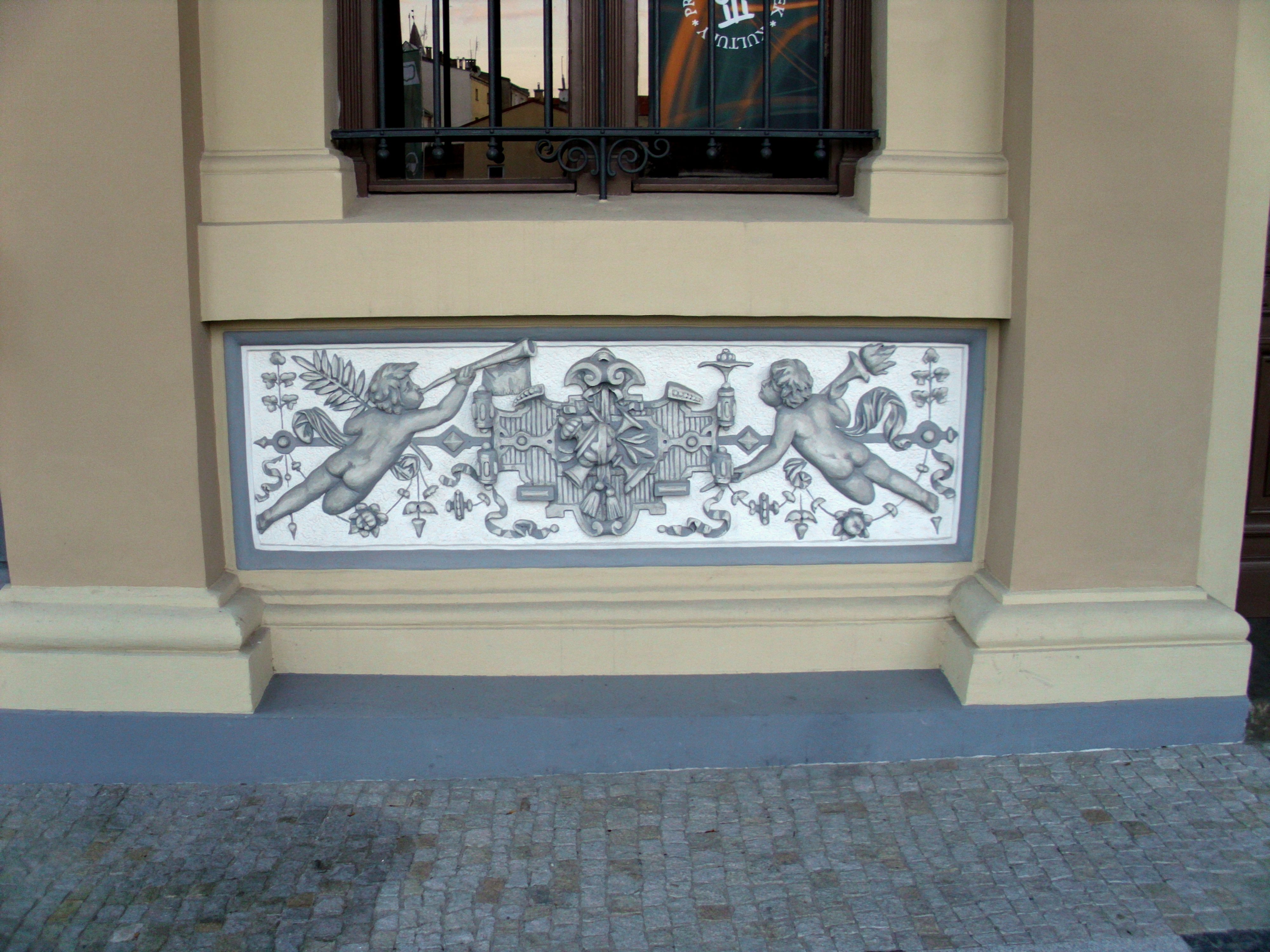
Ozdoba pod oknem od frontu

We wnętrzu willi pomieszczenia są rozlokowane wokół reprezentacyjnego westybulu. Na klatce schodowej znajduje się fresk przedstawiający scenę biblijną „Znalezienia Mojżesza” wraz z fontanną z figurą żony Hermanna Fränkla – Flora Alexander. W środku znajduje się również bogato zdobiony kominek, secesyjna fontanna oraz duży świetlik. Symbolizują one trzy żywioły: ogień, wodę i powietrze. W latach 2010–2011 urządzona została sala widowiskowa z tapetą wzorowaną na jej XIX-wiecznym oryginale, sala kameralna i galeria na poddaszu.

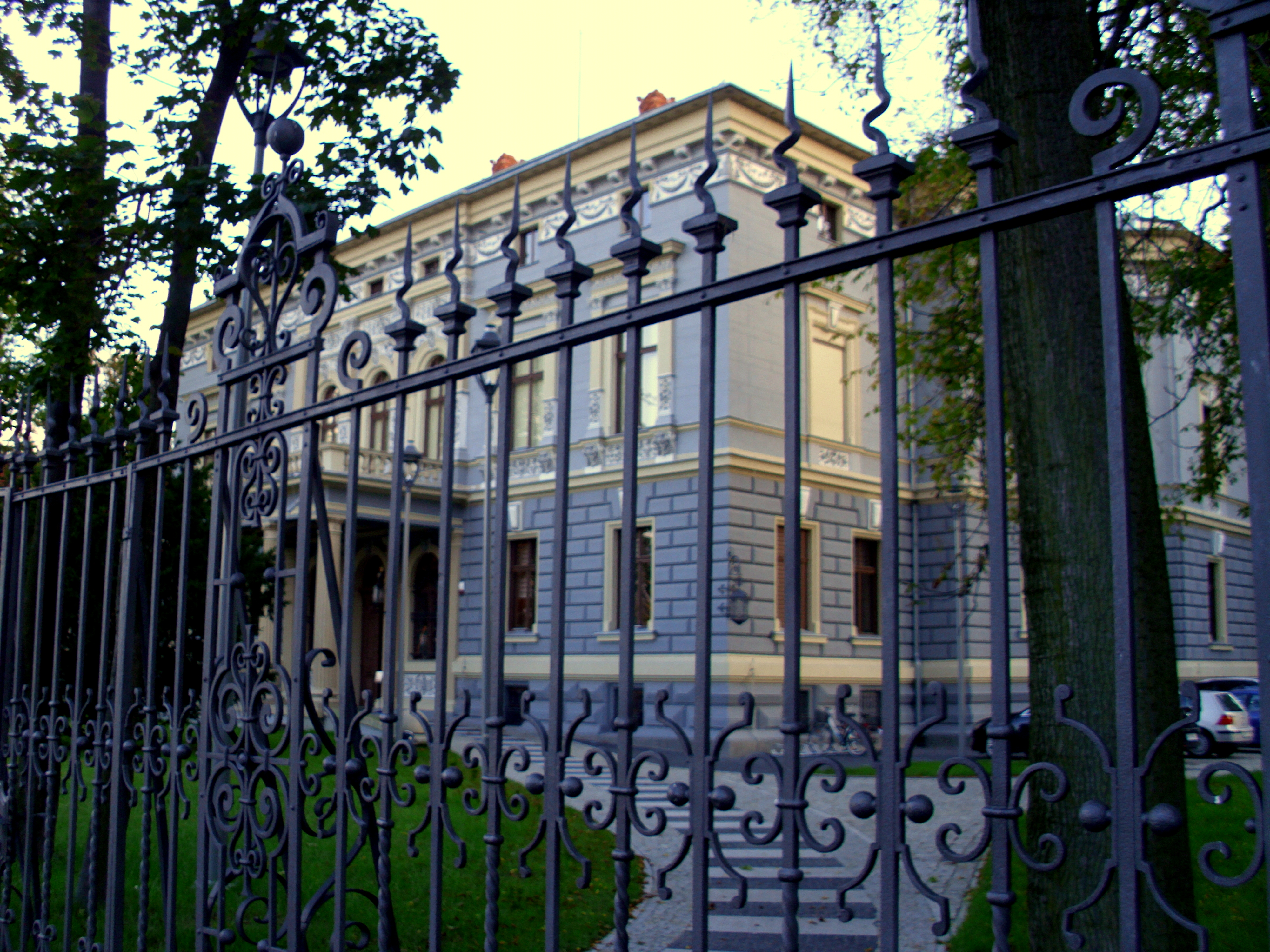
Zabytkowe ogrodzenie

Z willi możliwy jest dostęp do części piwnic zburzonego klasztoru kapucynów. Są one udostępniane dla zwiedzających.
Do rejestru zabytków pod numerem B/658 z 28.12.1976 wpisane jest metalowe ogrodzenie z końcówki XIX wieku.